# Destiny’s Child/Diskografie
Diese Diskografie ist eine Übersicht über die musikalischen Werke der US-amerikanischen Girlgroup Destiny’s Child. Den Quellenangaben zufolge hat sie bisher mehr als 60 Millionen Tonträger verkauft. Ihre erfolgreichste Veröffentlichung ist das zweite Studioalbum The Writing’s on the Wall mit über 13 Millionen verkauften Einheiten.

## Alben

### Studioalben
| Jahr | Titel Musiklabel                                  | Höchstplatzierung, Gesamtwochen, AuszeichnungChartplatzierungen (Jahr, Titel, Musiklabel, Platzierungen, Wochen, Auszeichnungen, Anmerkungen) | Höchstplatzierung, Gesamtwochen, AuszeichnungChartplatzierungen (Jahr, Titel, Musiklabel, Platzierungen, Wochen, Auszeichnungen, Anmerkungen) | Höchstplatzierung, Gesamtwochen, AuszeichnungChartplatzierungen (Jahr, Titel, Musiklabel, Platzierungen, Wochen, Auszeichnungen, Anmerkungen) | Höchstplatzierung, Gesamtwochen, AuszeichnungChartplatzierungen (Jahr, Titel, Musiklabel, Platzierungen, Wochen, Auszeichnungen, Anmerkungen) | Höchstplatzierung, Gesamtwochen, AuszeichnungChartplatzierungen (Jahr, Titel, Musiklabel, Platzierungen, Wochen, Auszeichnungen, Anmerkungen) | Höchstplatzierung, Gesamtwochen, AuszeichnungChartplatzierungen (Jahr, Titel, Musiklabel, Platzierungen, Wochen, Auszeichnungen, Anmerkungen) | Anmerkungen                                                   |
| Jahr | Titel Musiklabel                                  | DE | AT | CH | UK | US | R&B | Anmerkungen                                                   |
| ---- | ------------------------------------------------- | --- | --- | --- | --- | --- | --- | ------------------------------------------------------------- |
| 1998 | Destiny’s Child Columbia Records (Sony)           | — | — | — | UK45 Gold · (5 Wo.)UK | US67 Platin · (26 Wo.)US | R&B14 (27 Wo.)R&B | Erstveröffentlichung: 17. Februar 1998 Verkäufe: + 1.300.000  |
| 1999 | The Writing’s on the Wall Columbia Records (Sony) | DE21 Gold · (57 Wo.)DE | AT18 (11 Wo.)AT | CH23 Gold · (72 Wo.)CH | UK10 ×3Dreifachplatin · (91 Wo.)UK | US5 ×8Achtfachplatin · (99 Wo.)US | R&B2 (95 Wo.)R&B | Erstveröffentlichung: 23. Juli 1999 Verkäufe: + 13.000.000    |
| 2001 | Survivor Columbia Records (Sony)                  | DE1 Platin · (43 Wo.)DE | AT1 Gold · (24 Wo.)AT | CH1 Platin · (39 Wo.)CH | UK1 ×3Dreifachplatin · (50 Wo.)UK | US1 ×4Vierfachplatin · (46 Wo.)US | R&B1 (45 Wo.)R&B | Erstveröffentlichung: 25. April 2001 Verkäufe: + 7.189.121    |
| 2004 | Destiny Fulfilled Columbia Records (Sony)         | DE3 Platin · (22 Wo.)DE | AT8 (16 Wo.)AT | CH3 Gold · (22 Wo.)CH | UK5 ×2Doppelplatin · (25 Wo.)UK | US2 ×3Dreifachplatin · (50 Wo.)US | R&B1 (61 Wo.)R&B | Erstveröffentlichung: 10. November 2004 Verkäufe: + 4.435.000 |

### Kompilationen
| Jahr | Titel Musiklabel                                                                   | Höchstplatzierung, Gesamtwochen, AuszeichnungChartplatzierungen (Jahr, Titel, Musiklabel, Platzierungen, Wochen, Auszeichnungen, Anmerkungen) | Höchstplatzierung, Gesamtwochen, AuszeichnungChartplatzierungen (Jahr, Titel, Musiklabel, Platzierungen, Wochen, Auszeichnungen, Anmerkungen) | Höchstplatzierung, Gesamtwochen, AuszeichnungChartplatzierungen (Jahr, Titel, Musiklabel, Platzierungen, Wochen, Auszeichnungen, Anmerkungen) | Höchstplatzierung, Gesamtwochen, AuszeichnungChartplatzierungen (Jahr, Titel, Musiklabel, Platzierungen, Wochen, Auszeichnungen, Anmerkungen) | Höchstplatzierung, Gesamtwochen, AuszeichnungChartplatzierungen (Jahr, Titel, Musiklabel, Platzierungen, Wochen, Auszeichnungen, Anmerkungen) | Höchstplatzierung, Gesamtwochen, AuszeichnungChartplatzierungen (Jahr, Titel, Musiklabel, Platzierungen, Wochen, Auszeichnungen, Anmerkungen) | Anmerkungen                                                  |
| Jahr | Titel Musiklabel                                                                   | DE | AT | CH | UK | US | R&B | Anmerkungen                                                  |
| ---- | ---------------------------------------------------------------------------------- | --- | --- | --- | --- | --- | --- | ------------------------------------------------------------ |
| 2005 | #1’s: Greatest Hits Columbia Records (Sony)                                        | DE27 (8 Wo.)DE | AT32 (5 Wo.)AT | CH8 (8 Wo.)CH | UK6 ×2Doppelplatin · (28 Wo.)UK | US1 Platin · (37 Wo.)US | R&B1 (48 Wo.)R&B | Erstveröffentlichung: 21. Oktober 2005 Verkäufe: + 2.350.000 |
| 2012 | Playlist: The Very Best of Destiny’s Child Columbia Records (Sony)                 | — | — | — | — | US77 (2 Wo.)US | R&B14 (30 Wo.)R&B | Erstveröffentlichung: 9. Oktober 2012                        |
| 2013 | Love Songs Columbia Records (Sony)                                                 | — | — | CH89 (1 Wo.)CH | UK44 (1 Wo.)UK | US72 (2 Wo.)US | R&B14 (8 Wo.)R&B | Erstveröffentlichung: 25. Januar 2013                        |
| 2019 | Destiny’s Child: The Untold Story Presents Girls Tyme Trinitee Urban Records (TUR) | — | — | — | — | — | — | Erstveröffentlichung: 2. Dezember 2019                       |

### Remixalben
| Jahr | Titel Musiklabel                          | Höchstplatzierung, Gesamtwochen, AuszeichnungChartplatzierungen (Jahr, Titel, Musiklabel, Platzierungen, Wochen, Auszeichnungen, Anmerkungen) | Höchstplatzierung, Gesamtwochen, AuszeichnungChartplatzierungen (Jahr, Titel, Musiklabel, Platzierungen, Wochen, Auszeichnungen, Anmerkungen) | Höchstplatzierung, Gesamtwochen, AuszeichnungChartplatzierungen (Jahr, Titel, Musiklabel, Platzierungen, Wochen, Auszeichnungen, Anmerkungen) | Höchstplatzierung, Gesamtwochen, AuszeichnungChartplatzierungen (Jahr, Titel, Musiklabel, Platzierungen, Wochen, Auszeichnungen, Anmerkungen) | Höchstplatzierung, Gesamtwochen, AuszeichnungChartplatzierungen (Jahr, Titel, Musiklabel, Platzierungen, Wochen, Auszeichnungen, Anmerkungen) | Höchstplatzierung, Gesamtwochen, AuszeichnungChartplatzierungen (Jahr, Titel, Musiklabel, Platzierungen, Wochen, Auszeichnungen, Anmerkungen) | Anmerkungen                                             |
| Jahr | Titel Musiklabel                          | DE | AT | CH | UK | US | R&B | Anmerkungen                                             |
| ---- | ----------------------------------------- | --- | --- | --- | --- | --- | --- | ------------------------------------------------------- |
| 2002 | This Is the Remix Columbia Records (Sony) | DE43 (7 Wo.)DE | AT47 (5 Wo.)AT | CH43 (9 Wo.)CH | UK25 Gold · (6 Wo.)UK | US29 (8 Wo.)US | R&B19 (8 Wo.)R&B | Erstveröffentlichung: 12. März 2002 Verkäufe: + 107.500 |

### Weihnachtsalben
| Jahr | Titel Musiklabel                            | Höchstplatzierung, Gesamtwochen, AuszeichnungChartplatzierungen (Jahr, Titel, Musiklabel, Platzierungen, Wochen, Auszeichnungen, Anmerkungen) | Höchstplatzierung, Gesamtwochen, AuszeichnungChartplatzierungen (Jahr, Titel, Musiklabel, Platzierungen, Wochen, Auszeichnungen, Anmerkungen) | Höchstplatzierung, Gesamtwochen, AuszeichnungChartplatzierungen (Jahr, Titel, Musiklabel, Platzierungen, Wochen, Auszeichnungen, Anmerkungen) | Höchstplatzierung, Gesamtwochen, AuszeichnungChartplatzierungen (Jahr, Titel, Musiklabel, Platzierungen, Wochen, Auszeichnungen, Anmerkungen) | Höchstplatzierung, Gesamtwochen, AuszeichnungChartplatzierungen (Jahr, Titel, Musiklabel, Platzierungen, Wochen, Auszeichnungen, Anmerkungen) | Höchstplatzierung, Gesamtwochen, AuszeichnungChartplatzierungen (Jahr, Titel, Musiklabel, Platzierungen, Wochen, Auszeichnungen, Anmerkungen) | Anmerkungen                                                  |
| Jahr | Titel Musiklabel                            | DE | AT | CH | UK | US | R&B | Anmerkungen                                                  |
| ---- | ------------------------------------------- | --- | --- | --- | --- | --- | --- | ------------------------------------------------------------ |
| 2001 | 8 Days of Christmas Columbia Records (Sony) | DE80 (2 Wo.)DE | AT60 (2 Wo.)AT | — | — | US34 Platin · (9 Wo.)US | R&B27 (9 Wo.)R&B | Erstveröffentlichung: 29. Oktober 2001 Verkäufe: + 1.050.000 |

## Singles

### Als Leadmusikerinnen
| Jahr | Titel Album                                   | Höchstplatzierung, Gesamtwochen, AuszeichnungChartplatzierungen (Jahr, Titel, Album, Platzierungen, Wochen, Auszeichnungen, Anmerkungen) | Höchstplatzierung, Gesamtwochen, AuszeichnungChartplatzierungen (Jahr, Titel, Album, Platzierungen, Wochen, Auszeichnungen, Anmerkungen) | Höchstplatzierung, Gesamtwochen, AuszeichnungChartplatzierungen (Jahr, Titel, Album, Platzierungen, Wochen, Auszeichnungen, Anmerkungen) | Höchstplatzierung, Gesamtwochen, AuszeichnungChartplatzierungen (Jahr, Titel, Album, Platzierungen, Wochen, Auszeichnungen, Anmerkungen) | Höchstplatzierung, Gesamtwochen, AuszeichnungChartplatzierungen (Jahr, Titel, Album, Platzierungen, Wochen, Auszeichnungen, Anmerkungen) | Höchstplatzierung, Gesamtwochen, AuszeichnungChartplatzierungen (Jahr, Titel, Album, Platzierungen, Wochen, Auszeichnungen, Anmerkungen) | Anmerkungen                                                                          |
| Jahr | Titel Album                                   | DE | AT | CH | UK | US | R&B | Anmerkungen                                                                          |
| ---- | --------------------------------------------- | --- | --- | --- | --- | --- | --- | ------------------------------------------------------------------------------------ |
| 1997 | No, No, No (Part II) Destiny’s Child          | DE17 (15 Wo.)DE | AT40 (1 Wo.)AT | CH13 (15 Wo.)CH | UK5 Silber · (13 Wo.)UK | US3 Platin · (35 Wo.)US | R&B1 (39 Wo.)R&B | Erstveröffentlichung: 11. November 1997 Verkäufe: + 1.500.000; feat. Wyclef Jean     |
| 1998 | With Me Destiny’s Child                       | — | — | — | UK19 (3 Wo.)UK | — | — | Erstveröffentlichung: 19. Januar 1998 feat. Jermaine Dupri                           |
| 1999 | Get on the Bus The Writing’s on the Wall      | DE60 (7 Wo.)DE | — | — | UK15 (5 Wo.)UK | — | — | Erstveröffentlichung: 23. Februar 1999 feat. Timbaland                               |
| 1999 | Bills, Bills, Bills The Writing’s on the Wall | DE19 (12 Wo.)DE | — | CH28 (11 Wo.)CH | UK6 Platin · (11 Wo.)UK | US1 Platin · (20 Wo.)US | R&B1 (24 Wo.)R&B | Erstveröffentlichung: 15. Juni 1999 Verkäufe: + 1.625.000                            |
| 1999 | Bug a Boo The Writing’s on the Wall           | DE20 (11 Wo.)DE | — | CH60 (9 Wo.)CH | UK9 Silber · (9 Wo.)UK | US33 (20 Wo.)US | R&B15 (20 Wo.)R&B | Erstveröffentlichung: 5. Oktober 1999 Verkäufe: + 200.000                            |
| 2000 | Say My Name The Writing’s on the Wall         | DE14 Gold · (10 Wo.)DE | — | CH20 (22 Wo.)CH | UK3 ×3Dreifachplatin · (13 Wo.)UK | US1 ×3Dreifachplatin · (32 Wo.)US | R&B1 (35 Wo.)R&B | Erstveröffentlichung: 14. Januar 2000 Verkäufe: + 5.651.666                          |
| 2000 | Jumpin’ Jumpin’ The Writing’s on the Wall     | DE31 (9 Wo.)DE | — | CH44 (19 Wo.)CH | UK5 Platin · (13 Wo.)UK | US3 Platin · (32 Wo.)US | R&B8 (28 Wo.)R&B | Erstveröffentlichung: 17. Juli 2000 Verkäufe: + 1.675.000                            |
| 2000 | Independent Women Part I Survivor             | DE10 Gold · (16 Wo.)DE | AT22 (9 Wo.)AT | CH2 Gold · (26 Wo.)CH | UK1 Platin · (15 Wo.)UK | US1 Platin · (28 Wo.)US | R&B1 (27 Wo.)R&B | Erstveröffentlichung: 14. September 2000 Verkäufe: + 2.275.000                       |
| 2001 | Survivor                                      | DE8 Gold · (13 Wo.)DE | AT10 (12 Wo.)AT | CH5 (20 Wo.)CH | UK1 Platin · (15 Wo.)UK | US2 Platin · (20 Wo.)US | R&B6 (20 Wo.)R&B | Erstveröffentlichung: 13. Februar 2001 Verkäufe: + 3.037.000                         |
| 2001 | Bootylicious Survivor                         | DE16 (10 Wo.)DE | AT23 (14 Wo.)AT | CH11 (19 Wo.)CH | UK2 Platin · (11 Wo.)UK | US1 Platin · (19 Wo.)US | R&B2 (20 Wo.)R&B | Erstveröffentlichung: 20. Mai 2001 Verkäufe: + 1.700.000                             |
| 2001 | Emotion Survivor                              | DE21 (12 Wo.)DE | AT28 (15 Wo.)AT | CH21 (20 Wo.)CH | UK3 Silber · (14 Wo.)UK | US10 (20 Wo.)US | R&B28 (19 Wo.)R&B | Erstveröffentlichung: 30. Oktober 2001 Verkäufe: + 260.000                           |
| 2002 | Nasty Girl Survivor                           | DE36 (9 Wo.)DE | AT50 (6 Wo.)AT | CH22 (12 Wo.)CH | — | — | — | Erstveröffentlichung: 25. März 2002 Verkäufe: + 35.000                               |
| 2004 | Lose My Breath Destiny Fulfilled              | DE3 Gold · (14 Wo.)DE | AT8 (18 Wo.)AT | CH1 Gold · (24 Wo.)CH | UK2 Platin · (11 Wo.)UK | US3 Gold (Mastertone) + Platin · (23 Wo.)US                                                                                              | R&B10 (20 Wo.)R&B | Erstveröffentlichung: 21. September 2004 Verkäufe: + 3.090.000                       |
| 2004 | Soldier Destiny Fulfilled                     | DE11 (10 Wo.)DE | AT25 (11 Wo.)AT | CH10 (16 Wo.)CH | UK4 Silber · (7 Wo.)UK | US3 Platin (Mastertone) + Platin · (21 Wo.)US                                                                                            | R&B3 (24 Wo.)R&B | Erstveröffentlichung: 7. Dezember 2004 Verkäufe: + 2.240.000; feat. T.I. & Lil Wayne |
| 2005 | Girl Destiny Fulfilled                        | DE38 (9 Wo.)DE | AT56 (4 Wo.)AT | CH26 (13 Wo.)CH | UK6 Silber · (12 Wo.)UK | US23 Gold · (19 Wo.)US | R&B10 (21 Wo.)R&B | Erstveröffentlichung: 16. März 2005 Verkäufe: + 735.000                              |
| 2005 | Cater 2 U Destiny Fulfilled                   | — | — | — | UK— SilberUK | US14 Platin (Mastertone) + Platin · (24 Wo.)US                                                                                           | R&B3 (38 Wo.)R&B | Erstveröffentlichung: 14. Juni 2005 Verkäufe: + 2.230.000                            |
| 2005 | Stand Up for Love #1’s: Greatest Hits         | — | — | — | — | — | — | Erstveröffentlichung: 27. September 2005                                             |

### Als Gastmusikerinnen
| Jahr | Titel Album                                                  | Höchstplatzierung, Gesamtwochen, AuszeichnungChartplatzierungen (Jahr, Titel, Album, Platzierungen, Wochen, Auszeichnungen, Anmerkungen) | Höchstplatzierung, Gesamtwochen, AuszeichnungChartplatzierungen (Jahr, Titel, Album, Platzierungen, Wochen, Auszeichnungen, Anmerkungen) | Höchstplatzierung, Gesamtwochen, AuszeichnungChartplatzierungen (Jahr, Titel, Album, Platzierungen, Wochen, Auszeichnungen, Anmerkungen) | Höchstplatzierung, Gesamtwochen, AuszeichnungChartplatzierungen (Jahr, Titel, Album, Platzierungen, Wochen, Auszeichnungen, Anmerkungen) | Höchstplatzierung, Gesamtwochen, AuszeichnungChartplatzierungen (Jahr, Titel, Album, Platzierungen, Wochen, Auszeichnungen, Anmerkungen) | Höchstplatzierung, Gesamtwochen, AuszeichnungChartplatzierungen (Jahr, Titel, Album, Platzierungen, Wochen, Auszeichnungen, Anmerkungen) | Anmerkungen                                                                                        |
| Jahr | Titel Album                                                  | DE | AT | CH | UK | US | R&B | Anmerkungen                                                                                        |
| ---- | ------------------------------------------------------------ | --- | --- | --- | --- | --- | --- | -------------------------------------------------------------------------------------------------- |
| 1997 | Can’t Stop Soufside Legend Life Story – Greatest Hits Vol. 1 | — | — | — | — | — | — | Erstveröffentlichung: 1997 Lil’ O feat. Destiny’s Child                                            |
| 1998 | Just Be Straight with Me Charge It 2 da Game                 | — | — | — | — | US57 (16 Wo.)US | R&B36 (20 Wo.)R&B | Erstveröffentlichung: 23. Januar 1998 Silkk the Shocker feat. Master P & Destiny’s Child           |
| 1998 | She’s Gone Say Who                                           | — | — | — | UK24 (4 Wo.)UK | — | — | Erstveröffentlichung: 22. Juni 1998 Matthew Marsden feat. Destiny’s Child Original: Hall & Oates   |
| 1999 | Thug Love Power of the Dollar                                | — | — | — | — | — | — | Erstveröffentlichung: 21. September 1999 50 Cent feat. Destiny’s Child                             |
| 2015 | The Girl Is Mine –                                           | — | — | — | UK5 Platin · (29 Wo.)UK | — | — | Erstveröffentlichung: 6. November 2015 99 Souls feat. Brandy & Destiny’s Child Verkäufe: + 930.000 |

## Videoalben und Musikvideos

### Videoalben
| Jahr | Titel Musiklabel                                         | Höchstplatzierung, Gesamtwochen, AuszeichnungChartplatzierungen (Jahr, Titel, Musiklabel, Platzierungen, Wochen, Auszeichnungen, Anmerkungen) | Höchstplatzierung, Gesamtwochen, AuszeichnungChartplatzierungen (Jahr, Titel, Musiklabel, Platzierungen, Wochen, Auszeichnungen, Anmerkungen) | Höchstplatzierung, Gesamtwochen, AuszeichnungChartplatzierungen (Jahr, Titel, Musiklabel, Platzierungen, Wochen, Auszeichnungen, Anmerkungen) | Höchstplatzierung, Gesamtwochen, AuszeichnungChartplatzierungen (Jahr, Titel, Musiklabel, Platzierungen, Wochen, Auszeichnungen, Anmerkungen) | Höchstplatzierung, Gesamtwochen, AuszeichnungChartplatzierungen (Jahr, Titel, Musiklabel, Platzierungen, Wochen, Auszeichnungen, Anmerkungen) | Anmerkungen                                                                  |
| Jahr | Titel Musiklabel                                         | DE | AT | CH | UK | US | Anmerkungen                                                                  |
| ---- | -------------------------------------------------------- | --- | --- | --- | --- | --- | ---------------------------------------------------------------------------- |
| 2001 | The Platinum’s on the Wall Columbia Records (Sony)       | — | — | — | UK7 (8 Wo.)UK | US17 Gold · (9 Wo.)US | Erstveröffentlichung: 20. Februar 2001 Verkäufe: + 50.000                    |
| 2001 | Survivor, Pt. 1 Columbia Records (Sony)                  | DE*DE | AT*AT | CH*CH | UK*UK | US9 (7 Wo.)US | Erstveröffentlichung: 15. Mai 2001 * Verkäufe werden der Single hinzuaddiert |
| 2003 | Destiny’s Child World Tour Columbia Records (Sony)       | — | — | — | UK3 Gold · (23 Wo.)UK | US3 (10 Wo.)US | Erstveröffentlichung: 10. Juni 2003 Verkäufe: + 50.000                       |
| 2006 | Destiny’s Child: Live in Atlanta Columbia Records (Sony) | — | — | — | UK6 (8 Wo.)UK | US1 Platin · (31 Wo.)US | Erstveröffentlichung: 24. März 2006 Verkäufe: + 100.000                      |
| 2013 | Destiny’s Child Video Anthology Columbia Records (Sony)  | — | — | — | — | US12 (7 Wo.)US | Erstveröffentlichung: 31. Mai 2013                                           |

### Musikvideos
| Jahr | Titel                          | Regie                                            |
| ---- | ------------------------------ | ------------------------------------------------ |
| 1997 | No, No, No (Part II)           | Darren Grant                                     |
| 1997 | Can’t Stop                     | Blood Money                                      |
| 1998 | Just Be Straight with Me       | Charge It 2 da Game                              |
| 1998 | She’s Gone                     | Say Who                                          |
| 1998 | No, No, No (Part I)            | Darren Grant                                     |
| 1998 | With Me (Part I)               | Darren Grant                                     |
| 1998 | Get on the Bus                 | Earle Sebastian                                  |
| 1999 | Bills, Bills, Bills            | Darren Grant                                     |
| 1999 | Bug a Boo                      | Darren Grant (2 Versionen)                       |
| 2000 | Say My Name                    | Joseph Kahn                                      |
| 2000 | Jumpin’, Jumpin’               | Joseph Kahn (2 Versionen)                        |
| 2000 | Independent Women Part I       | Francis Lawrence                                 |
| 2001 | Survivor                       | Darren Grant (2 Versionen)                       |
| 2001 | Bootylicious                   | Matthew Rolston (Version 1) Little X (Version 2) |
| 2001 | Emotion                        | Francis Lawrence                                 |
| 2001 | 8 Days of Christmas            | Sanaa Hamri                                      |
| 2002 | Nasty Girl                     | Sanaa Hamri                                      |
| 2004 | Lose My Breath                 | Marc Klasfeld                                    |
| 2004 | Soldier                        | Ray Kay                                          |
| 2004 | Rudolph the Red-Nosed Reindeer | Jesse Rosensweet                                 |
| 2005 | Girl                           | Bryan Barber                                     |
| 2005 | Cater 2 U                      | Jake Nava                                        |
| 2005 | Stand Up for Love              | Matthew Rolston                                  |
| 2015 | The Girl Is Mine               | Simon Bouisson, Ludovic Zuili                    |

## Promoveröffentlichungen
Promo-Singles

| Jahr | Titel Album                                         | Höchstplatzierung, Gesamtwochen, AuszeichnungChartplatzierungen (Jahr, Titel, Album, Platzierungen, Wochen, Auszeichnungen, Anmerkungen) | Höchstplatzierung, Gesamtwochen, AuszeichnungChartplatzierungen (Jahr, Titel, Album, Platzierungen, Wochen, Auszeichnungen, Anmerkungen) | Höchstplatzierung, Gesamtwochen, AuszeichnungChartplatzierungen (Jahr, Titel, Album, Platzierungen, Wochen, Auszeichnungen, Anmerkungen) | Höchstplatzierung, Gesamtwochen, AuszeichnungChartplatzierungen (Jahr, Titel, Album, Platzierungen, Wochen, Auszeichnungen, Anmerkungen) | Höchstplatzierung, Gesamtwochen, AuszeichnungChartplatzierungen (Jahr, Titel, Album, Platzierungen, Wochen, Auszeichnungen, Anmerkungen) | Höchstplatzierung, Gesamtwochen, AuszeichnungChartplatzierungen (Jahr, Titel, Album, Platzierungen, Wochen, Auszeichnungen, Anmerkungen) | Anmerkungen                                                 |
| Jahr | Titel Album                                         | DE | AT | CH | UK | US | R&B | Anmerkungen                                                 |
| ---- | --------------------------------------------------- | --- | --- | --- | --- | --- | --- | ----------------------------------------------------------- |
| 1997 | Killing Time Men in Black (O.S.T.)                  | — | — | — | — | — | — | Erstveröffentlichung: 1997                                  |
| 2001 | 8 Days of Christmas                                 | — | — | — | UK— SilberUK | — | R&B57 (1 Wo.)R&B | Erstveröffentlichung: 16. Dezember 2001 Verkäufe: + 200.000 |
| 2004 | Rudolph the Red-Nosed Reindeer 8 Days of Christmas  | — | — | — | — | — | — | Erstveröffentlichung: 2004 Original: Gene Autry             |
| 2004 | Why You Actin’ Destiny Fulfilled (Japanese Edition) | — | — | — | — | — | — | Erstveröffentlichung: 2004                                  |
| 2005 | Got’s My Own Destiny Fulfilled                      | — | — | — | — | — | — | Erstveröffentlichung: 3. Mai 2005                           |
| 2013 | Nuclear Love Songs                                  | — | — | — | — | — | — | Erstveröffentlichung: 25. Februar 2013                      |

## Sonderveröffentlichungen

### Alben
| Jahr | Titel Musiklabel                                                                                    | Anmerkungen                                                              |
| ---- | --------------------------------------------------------------------------------------------------- | ------------------------------------------------------------------------ |
| 2004 | 3 CD Originaux auch bekannt als: The Collection und Original Album Classics Columbia Records (Sony) | Erstveröffentlichung: 20. September 2004 Teil der „3-CD-Originaux“-Reihe |

| Jahr | Titel Musiklabel                                                                 | Anmerkungen                                                                                |
| ---- | -------------------------------------------------------------------------------- | ------------------------------------------------------------------------------------------ |
| 2002 | Destiny’s Child / The Writing’s on the Wall Columbia Records (Sony)              | Erstveröffentlichung: 2002 Teil der „x2“-Reihe                                             |
| 2003 | The Platinum’s on the Wall / The Writing’s on the Wall Columbia Records (Sony)   | Erstveröffentlichung: 1. September 2003 Veröffentlichung nur in Österreich                 |
| 2007 | Destiny’s Child / Survivor Columbia Records (Sony)                               | Erstveröffentlichung: 2007 Teil der „x2“-Reihe                                             |
| 2008 | #1’s / Destiny’s Child World Tour Sony Music (Sony)                              | Erstveröffentlichung: 2008                                                                 |
| 2008 | Mathew Knowles & Music World Present Vol.1: Love Destiny Columbia Records (Sony) | Erstveröffentlichung: 25. Juni 2008 Veröffentlichung nur in Japan                          |
| 2008 | Survivor / The Writing’s on the Wall Legacy Records (Sony)                       | Erstveröffentlichung: 7. Oktober 2008 Veröffentlichung nur in den USA; Teil der „x2“-Reihe |

| Jahr | Titel Musiklabel                      | Anmerkungen                                                    |
| ---- | ------------------------------------- | -------------------------------------------------------------- |
| 2001 | Love: Destiny Columbia Records (Sony) | Erstveröffentlichung: 31. August 2001 Vertrieb nur über Target |

| Jahr | Titel Musiklabel                      | Anmerkungen                                                          |
| ---- | ------------------------------------- | -------------------------------------------------------------------- |
| 2000 | Single Remix Tracks Sony Music (Sony) | Erstveröffentlichung: 1. November 2000 Veröffentlichung nur in Japan |

### Lieder
| Jahr | Titel Album                                                  | Anmerkungen                                                                                           |
| ---- | ------------------------------------------------------------ | --- |
| 1998 | Just Be Straight with Me Charge It 2 da Game                 | Erstveröffentlichung: 17. Februar 1998 Silkk the Shocker feat. Master P & Destiny’s Child             |
| 1998 | She’s Gone Say Who                                           | Erstveröffentlichung: 18. November 1998 Matthew Marsden feat. Destiny’s Child; Original: Hall & Oates |
| 1999 | Woman in Me Sweet Kisses                                     | Erstveröffentlichung: 23. November 1999 Jessica Simpson feat. Destiny’s Child                         |
| 2000 | Good to Me Thankful                                          | Erstveröffentlichung: 2. Mai 2000 Mary Mary feat. Destiny’s Child                                     |
| 2000 | Big Momma’s Theme Big Mama’s Haus (O.S.T.)                   | Erstveröffentlichung: 30. Mai 2000 Da Brat feat. Destiny’s Child & Vita                               |
| 2000 | Thug Love Power of the Dollar                                | Erstveröffentlichung: 4. Juli 2000 (unveröffentlicht) 50 Cent feat. Destiny’s Child                   |
| 2000 | Do It Again S.D.E.                                           | Erstveröffentlichung: 19. September 2000 Cam’ron feat. Jim Jones & Destiny’s Child                    |
| 2001 | The Proud Family 8 Days of Christmas (International Edition) | Erstveröffentlichung: 30. Oktober 2001 Solange Knowles feat. Destiny’s Child                          |
| 2007 | Can’t Stop Soufside Legend Life Story – Greatest Hits Vol. 1 | Erstveröffentlichung: 24. Juli 2007 Lil’ O feat. Destiny’s Child                                      |

| Jahr | Titel Soundtrack                                                         | Anmerkungen                                                             |
| ---- | ------------------------------------------------------------------------ | ----------------------------------------------------------------------- |
| 1997 | Killing Time Men in Black                                                | Erstveröffentlichung: 1. Juli 1997                                      |
| 1998 | Get on the Bus Why Do Fools Fall in Love – Die Wurzeln des Rock ’n’ Roll | Erstveröffentlichung: 8. September 1998 feat. Timbaland                 |
| 1998 | Once a Fool NFL Jams                                                     | Erstveröffentlichung: 29. September 1998 feat. William Floyd            |
| 1999 | Stimulate Me Lebenslänglich                                              | Erstveröffentlichung: 16. März 1999 mit Mocha                           |
| 1999 | No More Rainy Days The PJs                                               | Erstveröffentlichung: 30. März 1999                                     |
| 2000 | Big Momma’s Theme Big Mama’s Haus                                        | Erstveröffentlichung: 30. Mai 2000 Da Brat feat. Destiny’s Child & Vita |
| 2000 | Perfect Man Romeo Must Die                                               | Erstveröffentlichung: 28. März 2000                                     |
| 2000 | Dot 3 Engel für Charlie                                                  | Erstveröffentlichung: 24. Oktober 2000                                  |
| 2000 | Independent Women 3 Engel für Charlie                                    | Erstveröffentlichung: 24. Oktober 2000                                  |
| 2001 | Bootylicious (Rockwilder Remix) Carmen: A Hip Hopera                     | Erstveröffentlichung: 25. Juni 2001 feat. Missy Elliott                 |
| 2001 | Survivor (Extended Remix) Carmen: A Hip Hopera                           | Erstveröffentlichung: 25. Juni 2001 feat. Da Brat                       |
| 2003 | I Know Fighting Temptations                                              | Erstveröffentlichung: 9. September 2003                                 |

### Videoalben
| Jahr | Titel Musiklabel                                            | Anmerkungen |
| ---- | ----------------------------------------------------------- | --- |
| 2004 | Destiny Fulfilled Fan Pack Columbia Records (Sony)          | Erstveröffentlichung: 9. November 2004 erweiterte Fassung mit Bonus-DVD Vertrieb nur über den Einzelhändler Walmart Verkäufe werden Destiny Fulfilled hinzuaddiert |
| 2005 | Destiny Fulfilled 2005 Tour Edition Columbia Records (Sony) | Erstveröffentlichung: 25. April 2005 erweiterte Fassung mit Bonus-DVD Verkäufe werden Destiny Fulfilled hinzuaddiert                                               |

## Statistik

### Chartauswertung
|                     | DE    | AT    | CH    | UK    | US    | R&B     |
| ------------------- | ----- | ----- | ----- | ----- | ----- | ------- |
| Nummer-eins-Alben   | DE1DE | AT1AT | CH1CH | UK1UK | US2US | R&B3R&B |
| Top-10-Alben        | DE2DE | AT2AT | CH3CH | UK4UK | US4US | R&B4R&B |
| Alben in den Charts | DE6DE | AT6AT | CH6CH | UK7UK | US9US | R&B9R&B |

|                       | DE     | AT    | CH     | UK     | US     | R&B      |
| --------------------- | ------ | ----- | ------ | ------ | ------ | -------- |
| Nummer-eins-Singles   | DE—DE  | AT—AT | CH1CH  | UK2UK  | US4US  | R&B4R&B  |
| Top-10-Singles        | DE3DE  | AT2AT | CH4CH  | UK13UK | US9US  | R&B11R&B |
| Singles in den Charts | DE14DE | AT9AT | CH13CH | UK16UK | US14US | R&B15R&B |

|                          | DE    | AT    | CH    | UK    | US    |
| ------------------------ | ----- | ----- | ----- | ----- | ----- |
| Nummer-eins-Videoalben   | DE—DE | AT—AT | CH—CH | UK—UK | US1US |
| Top-10-Videoalben        | DE—DE | AT—AT | CH—CH | UK3UK | US3US |
| Videoalben in den Charts | DE—DE | AT—AT | CH—CH | UK3UK | US5US |

### Auszeichnungen für Musikverkäufe
| Land/RegionAuszeichnungen für Musikverkäufe (Land/Region, Auszeichnungen, Verkäufe, Quellen) | Silber       | Gold       | Platin         | Verkäufe    | Quellen                                                     |
| -------------------------------------------------------------------------------------------- | ------------ | ---------- | -------------- | ----------- | ----------------------------------------------------------- |
| Argentinien (CAPIF)                                                                          | —            | Gold1      | —              | 20.000      | capif.org.ar (Memento vom 6. Juli 2011 im Internet Archive) |
| Australien (ARIA)                                                                            | —            | 5× Gold5   | 16× Platin16   | 1.240.000   | aria.com.au                                                 |
| Belgien (BRMA)                                                                               | —            | 5× Gold5   | 2× Platin2     | 225.000     | ultratop.be                                                 |
| Brasilien (PMB)                                                                              | —            | Gold1      | —              | 50.000      | pro-musicabr.org.br                                         |
| Dänemark (IFPI)                                                                              | —            | 3× Gold3   | 6× Platin6     | 325.000     | ifpi.dk                                                     |
| Deutschland (BVMI)                                                                           | —            | 5× Gold5   | 2× Platin2     | 1.650.000   | musikindustrie.de                                           |
| Europa (IFPI)                                                                                | —            | —          | 5× Platin5     | (5.000.000) | ifpi.org (Memento vom 10. Oktober 2013 im Internet Archive) |
| Finnland (IFPI)                                                                              | —            | —          | Platin1        | 34.121      | ifpi.fi                                                     |
| Frankreich (SNEP)                                                                            | 3× Silber3   | 6× Gold6   | —              | 851.666     | snepmusique.com FR2                                         |
| Irland (IRMA)                                                                                | —            | —          | 3× Platin3     | 45.000      | irishcharts.ie                                              |
| Italien (FIMI)                                                                               | —            | Gold1      | —              | 50.000      | fimi.it                                                     |
| Japan (RIAJ)                                                                                 | —            | 2× Gold2   | 8× Platin8     | 2.150.000   | riaj.or.jp JP2                                              |
| Kanada (MC)                                                                                  | —            | Gold1      | 13× Platin13   | 1.350.000   | musiccanada.com                                             |
| Mexiko (AMPROFON)                                                                            | —            | Gold1      | 3× Platin3     | 210.000     | amprofon.com.mx                                             |
| Neuseeland (RMNZ)                                                                            | —            | 4× Gold4   | 16× Platin16   | 392.500     | aotearoamusiccharts.co.nz NZ2 NZ3                           |
| Niederlande (NVPI)                                                                           | —            | Gold1      | 4× Platin4     | 360.000     | nvpi.nl                                                     |
| Norwegen (IFPI)                                                                              | —            | 4× Gold4   | 4× Platin4     | 170.000     | ifpi.no NO2                                                 |
| Österreich (IFPI)                                                                            | —            | Gold1      | —              | 20.000      | ifpi.at                                                     |
| Polen (ZPAV)                                                                                 | —            | 2× Gold2   | —              | 60.000      | olis.pl                                                     |
| Portugal (AFP)                                                                               | —            | Gold1      | —              | 5.000       | Einzelnachweise                                             |
| Schweden (IFPI)                                                                              | —            | 2× Gold2   | 2× Platin2     | 165.000     | sverigetopplistan.se                                        |
| Schweiz (IFPI)                                                                               | —            | 4× Gold4   | Platin1        | 130.000     | hitparade.ch CH2                                            |
| Spanien (Promusicae)                                                                         | —            | 3× Gold3   | —              | 120.000     | elportaldemusica.es                                         |
| Südafrika (RISA)                                                                             | —            | Gold1      | 3× Platin3     | 175.000     | mi2n.com                                                    |
| Vereinigte Staaten (RIAA)                                                                    | —            | 4× Gold4   | 33× Platin33   | 33.475.000  | riaa.com                                                    |
| Vereinigtes Königreich (BPI)                                                                 | 7× Silber7   | 3× Gold3   | 20× Platin20   | 11.167.000  | bpi.co.uk                                                   |
| Insgesamt                                                                                    | 10× Silber10 | 61× Gold61 | 141× Platin141 |             |                                                             |